# Fa thăng trưởng
Fa thăng trưởng là một cung thể trưởng dựa trên nốt Fa, bao gồm các nốt nhạc Fa#, Sol#, La#, Si, Đô#, Re#, Mi#. Bộ khóa của nó có 6 dấu thăng.
Cung thể tương đương (relative key) với nó là cung Re thăng thứ và cung thể cùng bậc (parallel key) với nó là cung Fa thăng thứ và nó trùng âm với Sol giáng trưởng.
Domenico Scarlatti đã viết hai bản sonata cho đàn phím ở cung này: K. 318 và K. 319. Bản giao hưởng duy nhất viết chuẩn theo cung này có thể là bản Giao hưởng số 10 của Gustav Mahler (mặc dù có một vài phần trong các bản giao hưởng khác được viết ở cung này). Hai bản sonata viết cho piano của Alexander Scriabin là Số 4 và Số 5 được viết ở cung Fa thăng trưởng. Ngoài ra, phần cuối trong bản Concerto cho Piano số 1 của Sergei Rachmaninoff cũng được viết ở cung này.
Nốt đen chấm là gì hãy học cùng cô suri nha
1. Bước đầu tiên là nốt đen chấm = 1 phách 1-2.    
2. Nốt đen chấm được viết tắt từ 1 nốt đen với một nốt móc đơn.
3. Gõ nhịp:vì nốt đen chấm có giá trị là 1 phách 1-2, cho nên nốt móc đơn sau nốt đen chấm phải nhấc lên khi nhịp.